# Для кого танцует Гавана
«Для кого танцует Гавана» — чехословацко-кубинский фильм 1963 года режиссёра Владимира Чеха, помощником режиссёра был Октавио Кортасар.
Один из трёх фильмов, которые  после победы Кубинской революции только что созданный Кубинский институт кинематографии (ICAIC) снимал при помощи братских соцстран для обучения кубинских кинематографистов, два других фильма — с ГДР фильм «Прелюдия 11» режиссёра Курта Метцига и с  СССР фильм «Я — Куба» (1964) режиссера Михаила Калатозова. В 2003 году фильм был показан на Гаванском кинофестивале.

## Сюжет
История друзей, выбравших разные пути после победы Кубинской революции.
Эдуардо, отбыв трехлетний срок заключения в США за революционную деятельность, возвращается в Гавану. Его ждут друзья, с которыми он сражался против диктатора Батисты — Лаура, Маргарита и Хосе. Красавица Лаура — танцовщица, звезда традиционного Гаванского карнавала. Эдуардо любит её. Но Лауре предложил выйти замуж Луис Диас, из одной из самых богатых семей Кубы, имущество которой национализировано после революции, и ее члены, включая Луиса, планируют эмигрировать с Кубы. Эдуардо всегда считал Луиса своим лучшим другом. Когда он был ранен солдатами Батисты, именно медик Луис спас ему жизнь, а затем помог покинуть Кубу. Но теперь он с отвращением обнаруживает, что Луис подвежен влиянию своей среды буржуазии, и его интересуют только деньги. Эдуардо догадывается, что его эвакуация с Кубы, с расчётом на арест в США, была организована Луисом чтобы разлучить его с Лаурой. В итоге Лаура отказывается уезжать с Луисом. Во время карнавала, чтобы прикрыть побег, семья Диас организует взрыв главной трибуны. Хосе, ополченцем охранявший трибуну, тяжело ранен заговорщиками. Члены семьи Диас и другие представители бывшей кубинской буржуазии уходят на корабле, но в открытом море их догоняет катер пограничников.

## В ролях
- Одалис Фуэнтес — Лаура
- Мигель Гутьеррес — Эдуардо
- Фаусто Мирабаль — Луис Диас
- Майда Лимонта — Маргарита
- Уэмббер Брос — Хосе, муж Маргариты
- Маруя Кальво — Мария, мачеха Луиса
- Альфредо Перойо — Карлос Диас, отец Луиса
- Офелия Гонсалес — мать Лоры
- Тете Вергара — мать Маргариты

В эпизодической роли состоялся дебют актрисы Эслинды Нуньес.